# Syracuse (Nebraska)
Syracuse é uma cidade localizada no estado americano de Nebraska, no Condado de Otoe.

## Demografia
Segundo o censo americano de 2000, a sua população era de 1762 habitantes.
Em 2006, foi estimada uma população de 1864, um aumento de 102 (5.8%).

## Geografia
De acordo com o United States Census Bureau, a localidade tem uma área de 2,4 km², sem área coberta por água.

## Localidades na vizinhança
O diagrama seguinte representa as localidades num raio de 16 km ao redor de Syracuse.